# 蘇州スポーツセンター
蘇州スポーツセンター(そしゅうスポーツセンター、中: 苏州体育中心)は、中国江蘇省蘇州市にある多目的スタジアム。

## スタジアム
スタジアムは35,000名収容で、サッカー、陸上競技などに対応。また、屋内競技用の体育館（6,000人収容）やプールも併設されている。
2009年に行われた2009年世界女子ハンドボール選手権では、体育館がグループリーグの会場として使用された。